# Иссигау
Иссигау (нем. Issigau) — община в Германии, в земле Бавария. 
Подчиняется административному округу Верхняя Франкония. Входит в состав района Хоф. Подчиняется управлению Лихтенберг.  Население составляет 1088 человек (на 31 декабря 2010 года). Занимает площадь 18,69 км².
Коммуна подразделяется на 10 сельских округов.

## Фотогалерея

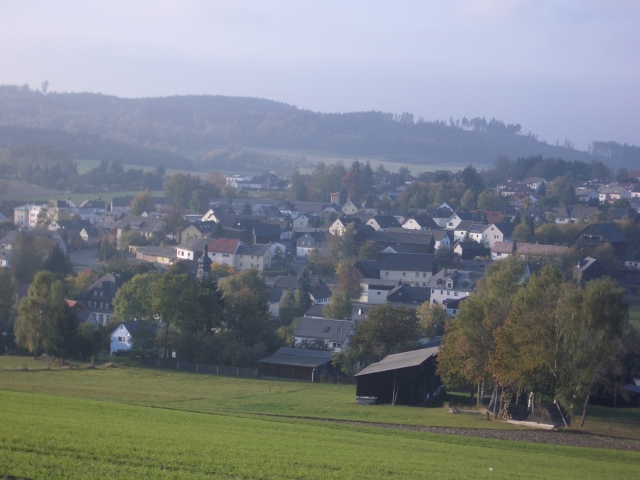
Иссигау - панорама.

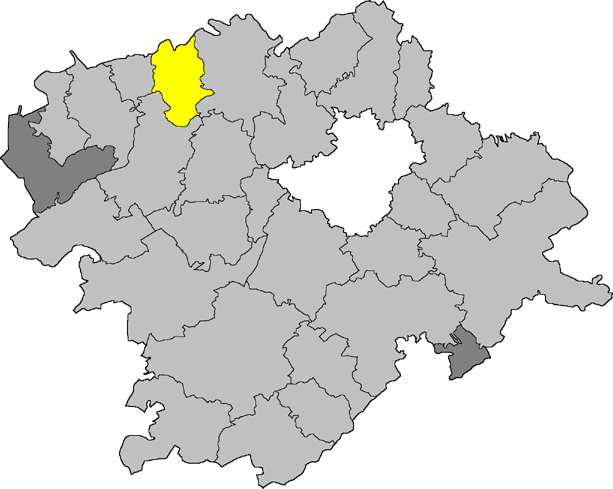
Иссигау

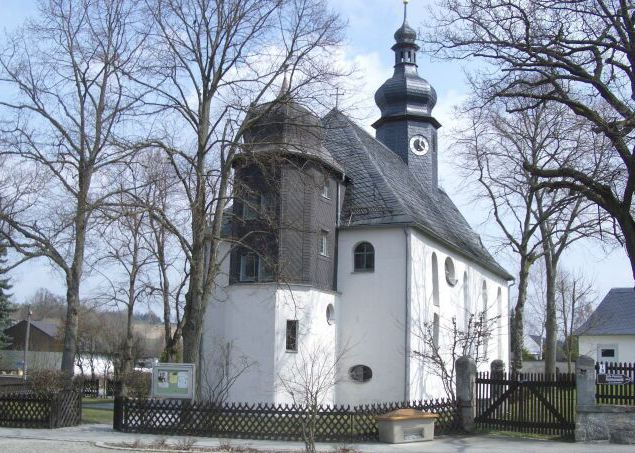
Иссигау

## Население
По оценке на 31 декабря 2015 года население общины Иссигау составляет 991 чел. 

| Дата      | 1840 | 1871 | 1900 | 1925 | 1939 | 1950 | 1961 | 1970 | 1987 | 2011 |
| --------- | ---- | ---- | ---- | ---- | ---- | ---- | ---- | ---- | ---- | ---- |
| Население | 1257 | 1264 | 1316 | 1439 | 1397 | 1843 | 1530 | 1436 | 1233 | 1050 |

| Год       | 1960 | 1970 | 1980 | 1990 | 2000 | 2009 | 2010 | 2011 | 2012 | 2013 | 2014 | 2015 |
| --------- | ---- | ---- | ---- | ---- | ---- | ---- | ---- | ---- | ---- | ---- | ---- | ---- |
| Население | 1644 | 1438 | 1354 | 1288 | 1221 | 1103 | 1088 | 1050 | 1022 | 1028 | 1006 | 991  |